# SYM DD50
SYM DD50, również nazywany SYM Jolie – tajwański skuter marki SYM o jednocylidrowym, dwusuwowym silniku o pojemności 49,4 cm3.

## Dane techniczne

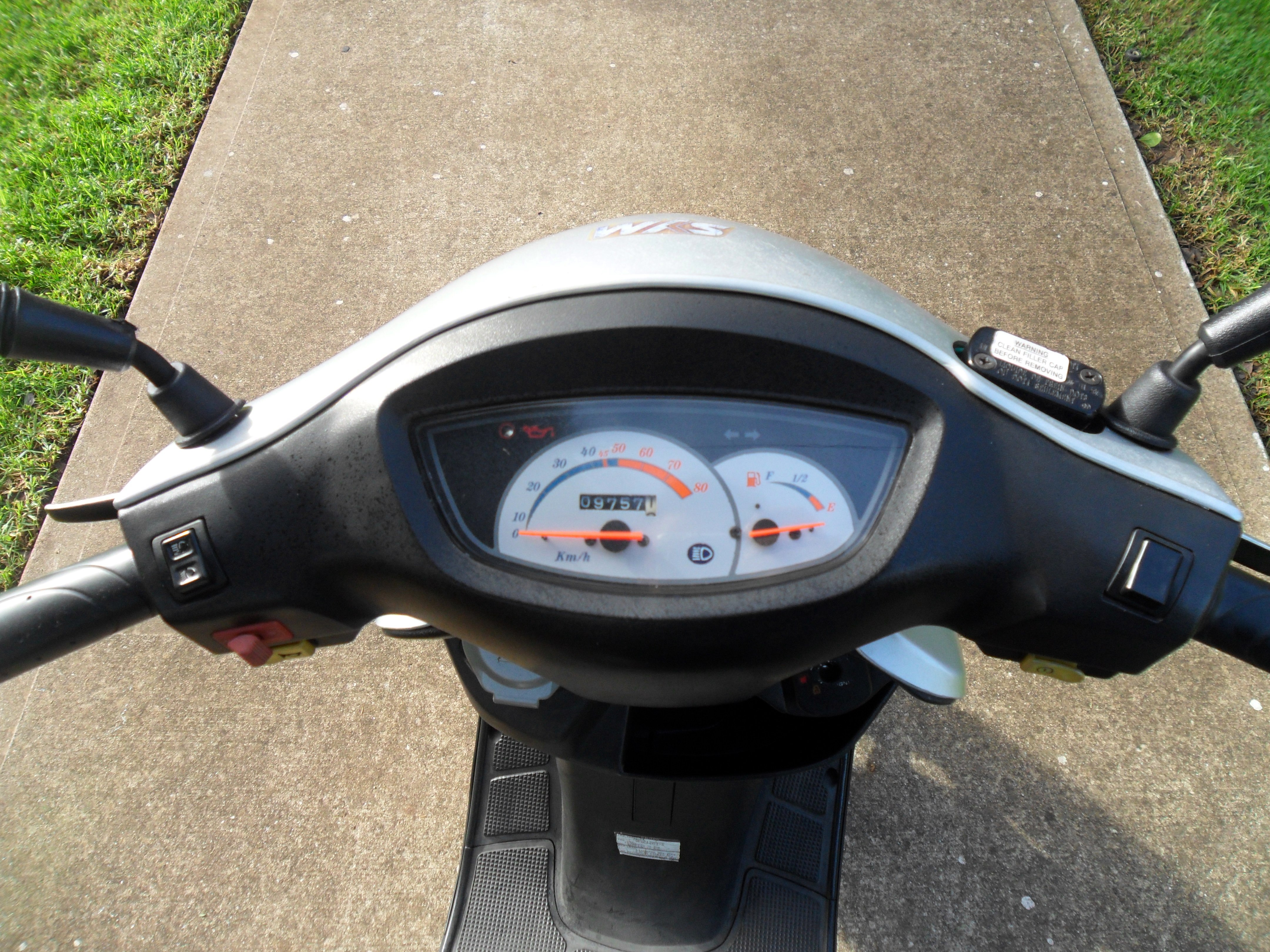
Panel kierowcy

| Typ silnika             | 49,4 cm3, 1-cylindrowy, 2T, chłodzony powietrzem |
| Prędkość biegu jałowego | 2000 obr./min                                    |
| Średnica cylidra x skok | 39,0 mm x 41,4 mm                                |
| Płyn hamulcowy          | DOT4                                             |
| Prędkość maksymalna     | 45 km/h                                          |
| Świeca zapłonowa        | NGK BR8HSA                                       |